# Confrontos étnicos entre tuás e lubas
Os confrontos étnicos entre tuás e lubas referem-se a uma série de confrontos em curso na República Democrática do Congo entre os povos pigmeus tuás  e os lubas a partir de 2013.

## Antecedentes
Os pigmeus tuás são frequentemente explorados e alegadamente escravizados pelos lubas e outros grupos bantus. Embora os pigmeus nunca se organizassem militarmente para resistir, passariam a fazê-lo com a Primeira Guerra do Congo. O líder rebelde Laurent-Désiré Kabila, vitorioso nesta guerra, organizou os tuás em grupos paramilitares para ajudá-lo. Seu filho, Joseph Kabila, que o sucedeu, usaria essas milícias na Segunda Guerra do Congo e contra o predominantemente luba Mai-Mai Kata Katanga.

## Curso do conflito

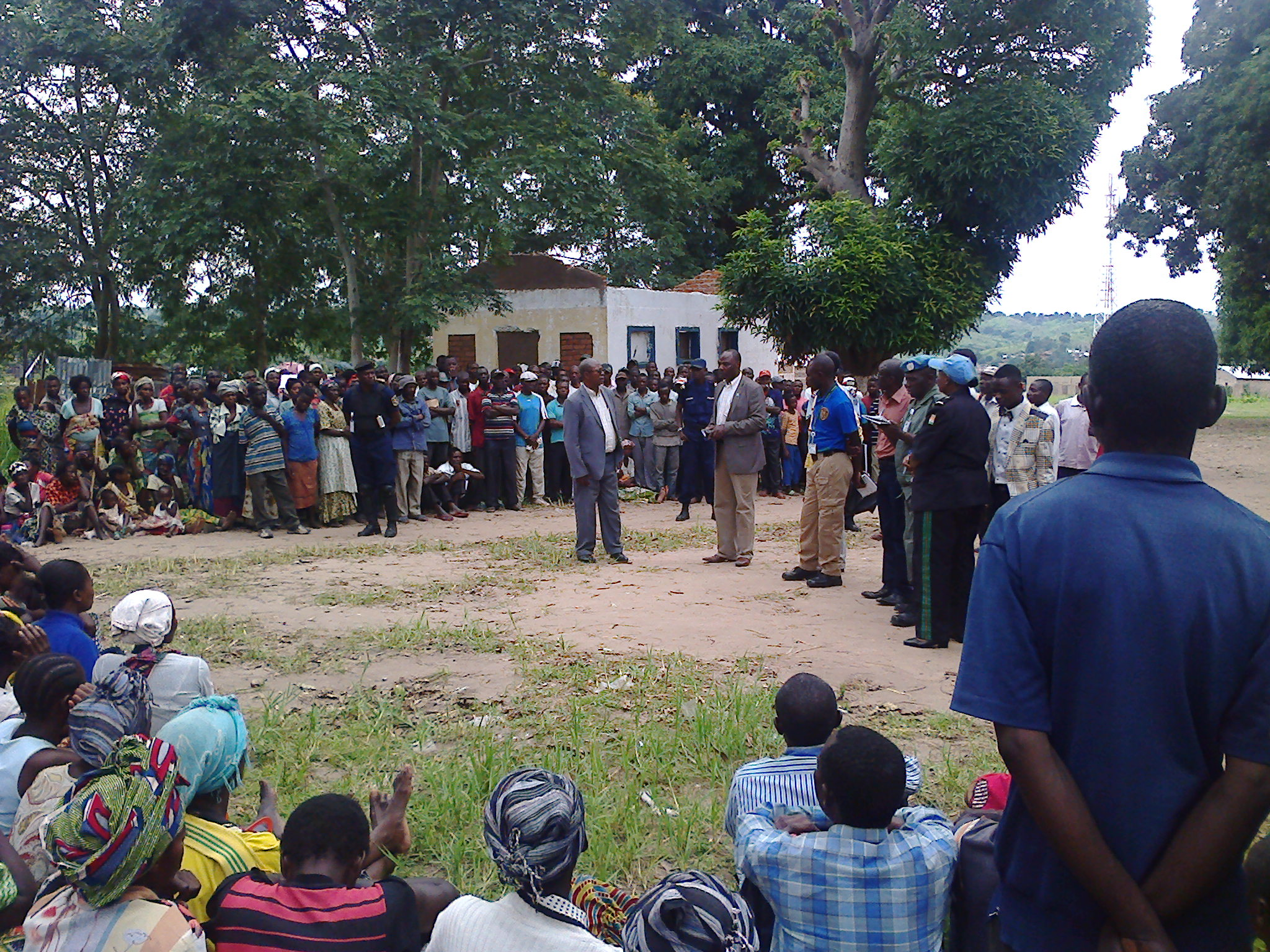
Deslocados internos do Território de Nyunzu que fugiram dos confrontos entre tuás e Lubas

Na província de Tanganyika, na parte norte da antiga província de Catanga, a partir de 2013, os pigmeus tuás levantaram-se em milícias, como a milícia "Perci", e atacaram aldeias dos lubas. Uma milícia luba, conhecida como "Elementos", retaliou o ataque, matando pelo menos 30 pessoas no campo de refugiados "Vumilia 1" em abril de 2015. Desde o início do conflito, centenas de pessoas foram mortas e dezenas de milhares foram expulsas de suas casas. Os armamentos usados no conflito são muitas vezes flechas, machados e machetes, ao invés de armas de fogo.
Em outubro de 2015, líderes dos pigmeus e dos luba selaram um acordo de paz para acabar com o conflito. Em setembro de 2016, as Nações Unidas, juntamente com as autoridades provinciais, estabeleceram conselhos locais chamados "baraza" para atender as queixas e isso pareceu reduzir a violência. No entanto, os confrontos se intensificaram no final de 2016, uma vez que o governo tentava impor um imposto sobre as lagartas que os tuás colhiam como importante fonte de alimento, ao mesmo tempo em que os militares tentavam prender um senhor da guerra tuá. Ambos os eventos levaram a uma reação violenta e à disseminação dos combates.  As milícias tuás também começariam a atacar os tutsis, outro grupo bantu, matando suas vacas.
Um cessar-fogo intermediado pelas Nações Unidas em fevereiro de 2017 fracassou e a violência continuou. Em agosto de 2017, os confrontos se intensificaram depois que os tuás atacaram um grupo de lubas perto de Kalemie; no curso dos combates seguintes, cerca de 50 pessoas morreram, a maioria delas lubas. Os combatentes tuás também atacaram um comboio da MONUSCO com flechas. Diversos Capacetes Azuis ficaram feridos, embora ainda optassem por não retaliar.
Até o final de 2017, 650.000 pessoas foram deslocadas devido aos combates. A economia de Tanganyika havia entrado em colapso, uma vez que os campos não podiam mais ser colhidos. Como resultado, a desnutrição se espalhou entre aqueles que haviam fugido, bem como aqueles que permaneceram em suas casas.

## Vítimas

### Mortes
Mais de mil pessoas foram mortas nos primeiros oito meses de 2014.

### Pessoas deslocadas
Estima-se que o número de pessoas deslocadas seja de 650.000 em dezembro de 2017. Por volta de março de 2017, 543.000 haviam fugido, contra 370.000 em dezembro de 2016, o maior crescimento dos conflitos atuais no Congo, que tem a maior população de pessoas deslocadas na África. Muitos refugiados são supostamente forçados pelo governo a deixar os campos e voltar para suas casas, onde os combates prosseguem.